# Luis Vizcaíno
Luis Vizcaíno Arias (Baní, 6 de agosto de 1974) es un ex lanzador relevista dominicano que jugó en las Grandes Ligas de Béisbol.

## Carrera

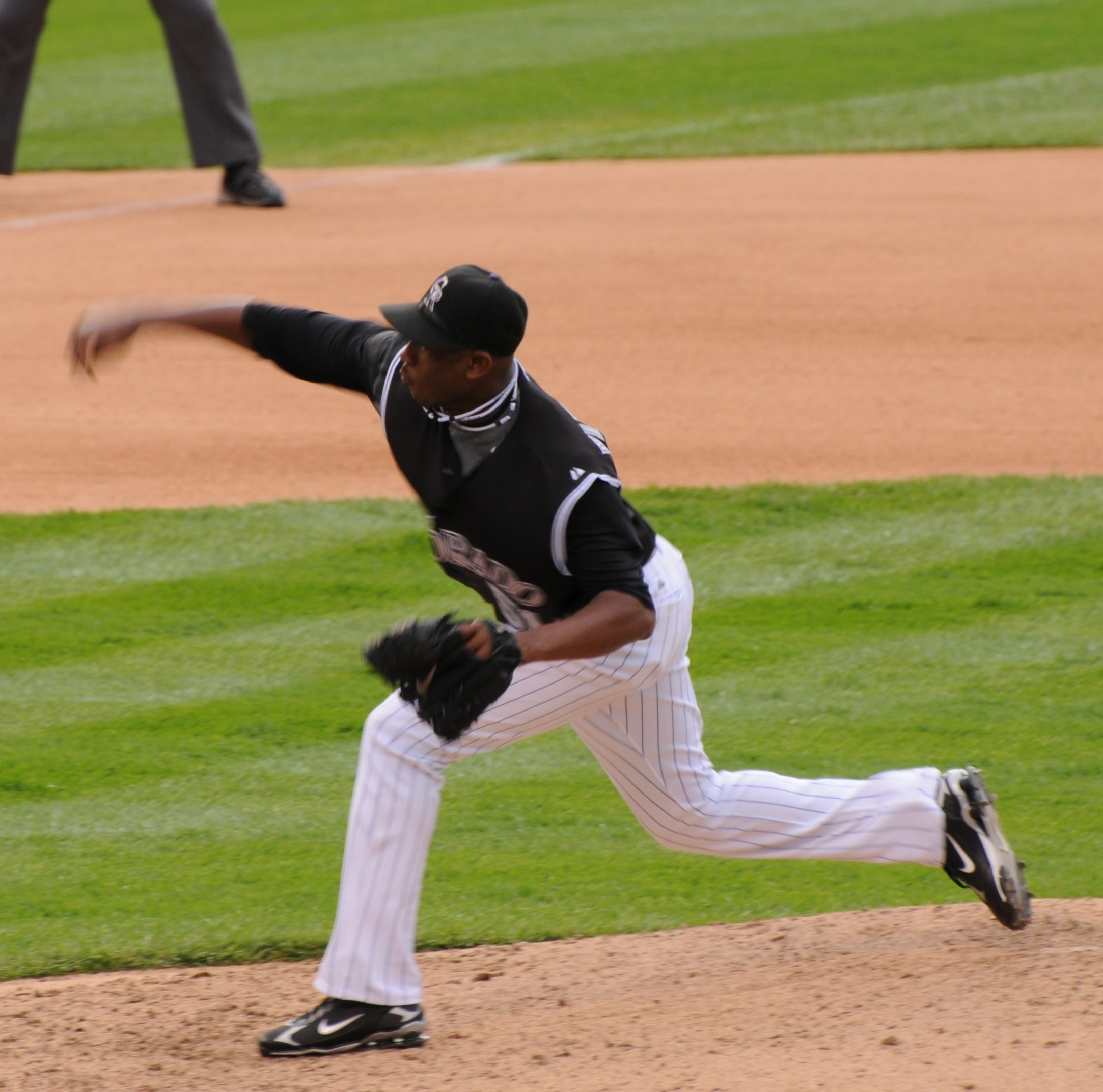
Luis Vizcaíno jugando para los Rockies

Vizcaíno fue firmado por los Atléticos de Oakland como amateur en 1994. Después poco a poco abriéndose camino a través del sistema de ligas menores de los Atléticos, hizo una aparición en relevo para los Atléticos en 1999, 12 en 2000, y 36 en 2001, pero continuó pasando mucho tiempo en Triple-A. En 2002, fue cambiado a los Rangers de Texas por el lanzador Justin Duchscherer, y los Rangers, a su vez lo cambiaron a los Cerveceros de Milwaukee por Jesús Peña.
En sus tres años con los Cerveceros, Vizcaíno fue un caballo de batalla. Después de un excelente año 2002 (récorde de 4-3, efectividad de 2.99 en 76 partidos), decayó significativamente en 2003 (récord de 4-3, efectividad de 6.39 en 75 partidos) antes de tener una campaña mejor en 2004 (4-4, efectividad de 3.75 en 73 partidos ). Más tarde, Milwaukee lo envió a los Medias Blancas de Chicago, junto con Scott Podsednik y Travis Hinton por Carlos Lee.
Con los Medias Blancas, Vizcaíno tuvo otro año sólido, yéndose de 6-5 con una efectividad de 3.73 en 65 apariciones con los campeones mundiales de 2005 (lanzó un inning sin anotaciones durante la Serie Mundial en su única aparición en los playoffs). Después de la temporada, Chicago lo cambió a los Diamondbacks de Arizona. En 2006, Vizcaíno se fue de 4-6 y tuvo efectividad de 3.75 en 70 partidos para los Diamondbacks.
El 9 de enero de 2007, Vizcaíno fue canjeado a los Yanquis de Nueva York con tres prospecto por Randy Johnson. Logró una rara proeza el 21 de julio de 2007, cuando se le acreditó haber ganado ambos partidos como relevista en una doble cartelera para los Yanquis, uniéndose a unos 30 lanzadores más.
En 2007, lanzó en 74 juegos, siendo el cuarto mayor en la Liga Americana. El 21 de diciembre de 2007, firmó con los Rockies de Colorado. El 6 de enero de 2009, Vizcaíno fue cambiado a los Cachorros de Chicago por Jason Marquis. Vizcaíno fue designado para asignación y dejado libre por los Cachorros el 22 de abril de 2009.
El 8 de mayo de 2009, Vizcaíno firmó un contrato de ligas menores con los Indios de Cleveland. Después, firmó un contrato de Grandes Ligas el 14 de mayo. Fue designado para asignación el 23 de junio, y dejado libre el 30 de junio.
El 19 de diciembre de 2010, Vizcaíno firmó un contrato de ligas menores para regresar con los Yanquis de Nueva York con una invitación a los entrenamientos de primavera. Su contrato fue anulado el 9 de febrero de 2011 debido a un desgarro en el tendón de Aquiles.
El 29 de junio de 2011, fue suspendido 50 partidos por las Grandes Ligas por dar positivo de estanozolol, droga para mejorar el rendimiento.
A pesar de haber lanzado más de 500 innings en su carrera de Grandes Ligas, Vizcaíno nunca ha cometido un error.

## Vida personal
El primo segundo de Vizcaíno, José Vizcaíno, fue un infielder en la MLB.
El 27 de octubre de 2008, Vizcaíno fue arrestado por conducir bajo influencia del alcohol después de ser detenido por conducir a 71 mph en una zona de 45 mph.